# Mamiko Takai
Mamiko Takai (del japonés: 高井麻巳子 ‘Takai Mamiko’). (n. 28 de diciembre de 1966, Obama (Fukui), Japón) es una cantante, actriz y ex-ídol japonesa, activa en la década de los 80. Formó parte del grupo ídol Onyanko Club como la miembro número 16.

## Biografía
Mientras cursaba sus estudios superiores en la facultad de College of Arts ubicada en Suginami (Tokio). Mamiko trabajó en una tienda de bicicletas, un negocio familiar que sus padres poseían. 
Fue en este lapso en que comenzó a sentirse atraída por el mundo del espectáculo. Ya que su hermana mayor (Masayo Takai) desempeñaba una carrera artística como bailarina en el programa Yoru no Hit Studio. Queriendo seguir los pasos de la misma, en 1985 realizó una audición y aprobó en el concurso de TV: "Idol wo Sagase", formando así parte de Onyanko Club como la miembro número 16. Poco después formó un subgrupo junto a su compañera Yukiko Iwai, que llevó por nombre: Ushiroyubi Sasaregumi.
Hacia 1986, Mamiko lanzó su primer sencillo como solista titulado: "Cinderella-tachi e no Dengon" y 4 álbumes de estudio que le siguieron en el periodo (1987 - 1988). 
En marzo de 1987 se graduó del grupo y continuó su carrera como solista, protagonizó una película y algunos doramas.

## Retiro y vida personal
A pesar de que su carrera se encontraba en ascenso, en 1988 Takai se retiró sorpresivamente del mundo del espectáculo. Tras contraer nupcias con Yasushi Akimoto (productor en la actualidad del grupo AKB48). Su matrimonio fue muy criticado por los Wotas y la industria musical en general —dado que Akimoto producía a Onyanko Club—, aunado a la ideología ídol del país el actuar de ambos fue considerado una traición para el público. Por lo tanto, la pareja decidió asentarse en los Estados Unidos, país en el que radicaron durante 2 años. Retornando a Japón en 1990. 
Desde entonces se desempeña como ama de casa y ha tenido muy pocas y fugaces apariciones en los años posteriores. Su aparición más destacada ocurrió en 2002 durante un reportaje para un programa de tv. 
En el año 2001 dio a luz a su única hija. Posteriormente se le ha llegado a apreciar de forma esporádica en algunas emisiones televisivas junto a su cónyuge.

## Discografía

### Álbumes de estudio
- [1987.01.21] Itoguchi
- [1987.05.05] Kokoro Hiyori
- [1988.01.21] Watashi no Mama de...
- [1988.06.05] Message

### Best Album
- [2002.02.20] MY Kore! Kushon Takai Mamiko BEST
- [2004.05.19] 86-88 Bokura no Best Ushiroyubi Daihyakka package2 "Takai Mamiko" da yo!
- [2007.08.17]  "Takai Mamiko" SINGLES Complete
- [2008.07.16] Watashi no Mama de... + Single Collection
- [2010.04.21] My Kore! Lite Takai Mamiko

### Sencillos
- [1986.06.25] Cinderella-tachi e no Dengon
- [1986.09.21] Melody
- [1986.12.21] Yakusoku
- [1987.03.18] Kagerou
- [1987.06.10] Jounetsu Rainbow
- [1987.09.21] Usotsuki
- [1987.10.01] Tender Rain
- [1988.04.06] Komorebi no Season

### Conciertos
- [1987.07.05] Tokei Jakake no Phantom
- [1987.07.21] First Concert DO RA MA

### PhotoBooks
- [1987.07.05] Soleil
- [1991.01.xx] Mikazuki Furu Furu
- [1992.10.xx] Kisu made no Kyori
- [2000.06.xx] Futari Kureshi no Otoriyose
- [2002.12.xx] Zou Neko Akimoto Yasushi
- [2003.06.xx] Ocha no Jikan no Otoriyose
- [2004.03.xx] Koufuku no Otoriyose Akimoto Mamiko

### Doramas
- [1987] Announcer Buttsun Monogatari
- [1987] Okusama no Aki Koimonogatari
- [1987] Ova no Mahoutsukai

### Películas
- [1986] Koisuru Onna Darou (Young Girls in Love)